# Emília Silvestre
Maria Emília Cabral Silvestre mais conhecida como Emília Silvestre (Porto, 29 de março de 1960) é uma conhecida atriz portuguesa. Já integrou vários projectos quer em cinema, teatro e televisão.Atualmente Emília é professora na Academia Contemporanea do Espetáculo (ACE) em Vila Nova de Famalicão.

## Televisão
- Um Táxi na Cidade RTP, 1981
- A Viúva do Enforcado SIC, 1993
- Clube Paraíso RTP, 1993/94 'Júlia Martins'
- Os Andrades RTP, 1994-1997 'Conceição Cerqueira'
- Elsa, Uma Mulher Assim RTP, 2001 'Silvina'
- Triângulo Jota RTP, 2006 'Sra. Queiroz'
- Laços de Sangue SIC, 2010/2011 'Francisca Caldas Ribeiro Sobral'
- Liberdade 21 RTP, 2011 'Matilde'
- Poderosas (telenovela) SIC, 2015 'Isaura'

## Teatro
- 1981 - O Fio Teatro Experimental do Porto[2]
- De Calderon de la Barca
- De Pirandello a Eduardo
- Lugar Comum
- A arte Conversação
- Atmosfera Lorca
- A Ilusão Cómica
- Cais Oeste
- Moly Sweeney
- Fantástico Feminino
- Uma Casa Contra o Mundo
- Hamlet
- Notas Sobre o Teatro
- Turismo Infinito
- A Dama do Mar
- A Grande Vaga de Frio
- O Doente Imaginário

### Cinema
- Terra Fria (1991), filme de Jorge Campos

## Dobragens
- Ana dos Cabelos Ruivos
- My Little Pony: A Amizade é Mágica
- A Chamada dos Gnomos
- Gasparzinho
- Aventuras no Lago do Arco Íris
- Delphi
- O Incrível Max
- Descobertas Sem Limite
- A Família Trapp
- Bebés em Festa
- Rua Sésamo IV

## Prémios
- Em 2001, no âmbito do Porto Capital da Cultura a Câmara Municipal do Porto atribui-lhe a Medalha de Mérito Cultural -grau ouro.
- Em 2007 a Associação de Críticos de Teatro atribui-lhe o Prémio Menção Especial pelo conjunto da sua carreira.